# Irizar
Pour les articles homonymes, voir Juan Irízar.
Irizar est un carrossier d'autocars espagnol dont le siège se situe à Ormaiztegi dans la province du  Guipuscoa de la communauté autonome du Pays basque.

## Produits
Les autocars sont proposés avec différents châssis (Scania, Mercedes-Benz, DAF, Volvo, Iveco, MAN, etc.).
- i2
- i2e
- i3
- i3e
- i4
- i5
- i6
- i6s
- i8
- Iria
- Century I
- Century II
- New Century
- Everest
- PB

Gamme électrique - Irizar e-mobility
- ie bus (12 et 18m)
- ie tram ( BHNS 12 et 18m)

Irizar produit également l'autobus urbain Iria pour les pays du tiers-monde. Il s'agit de l'ancien modèle CS 40 C-II de Carrocera Castrosua, dont Irizar a récupéré la licence.

## Galerie

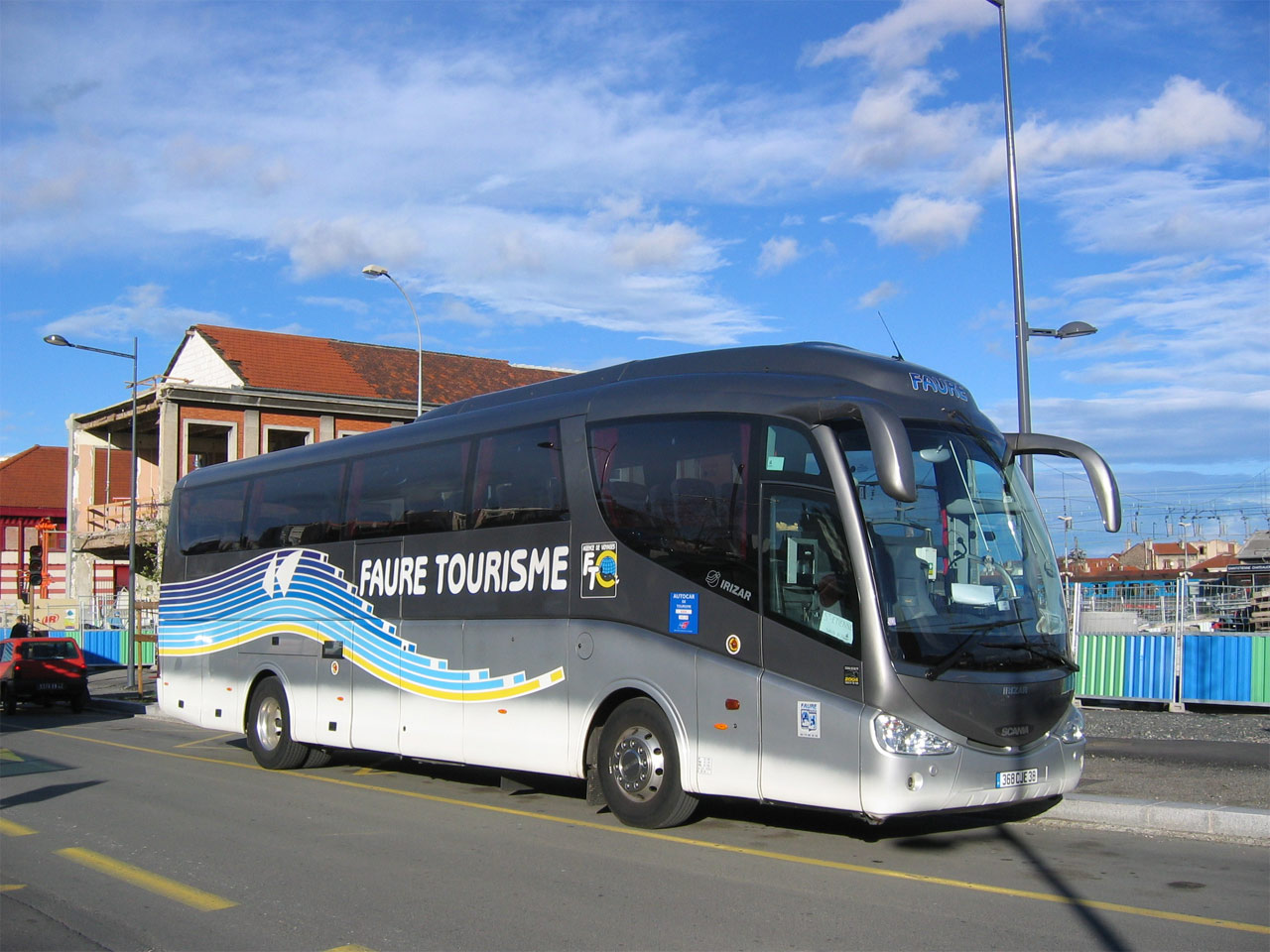
Irizar PB.
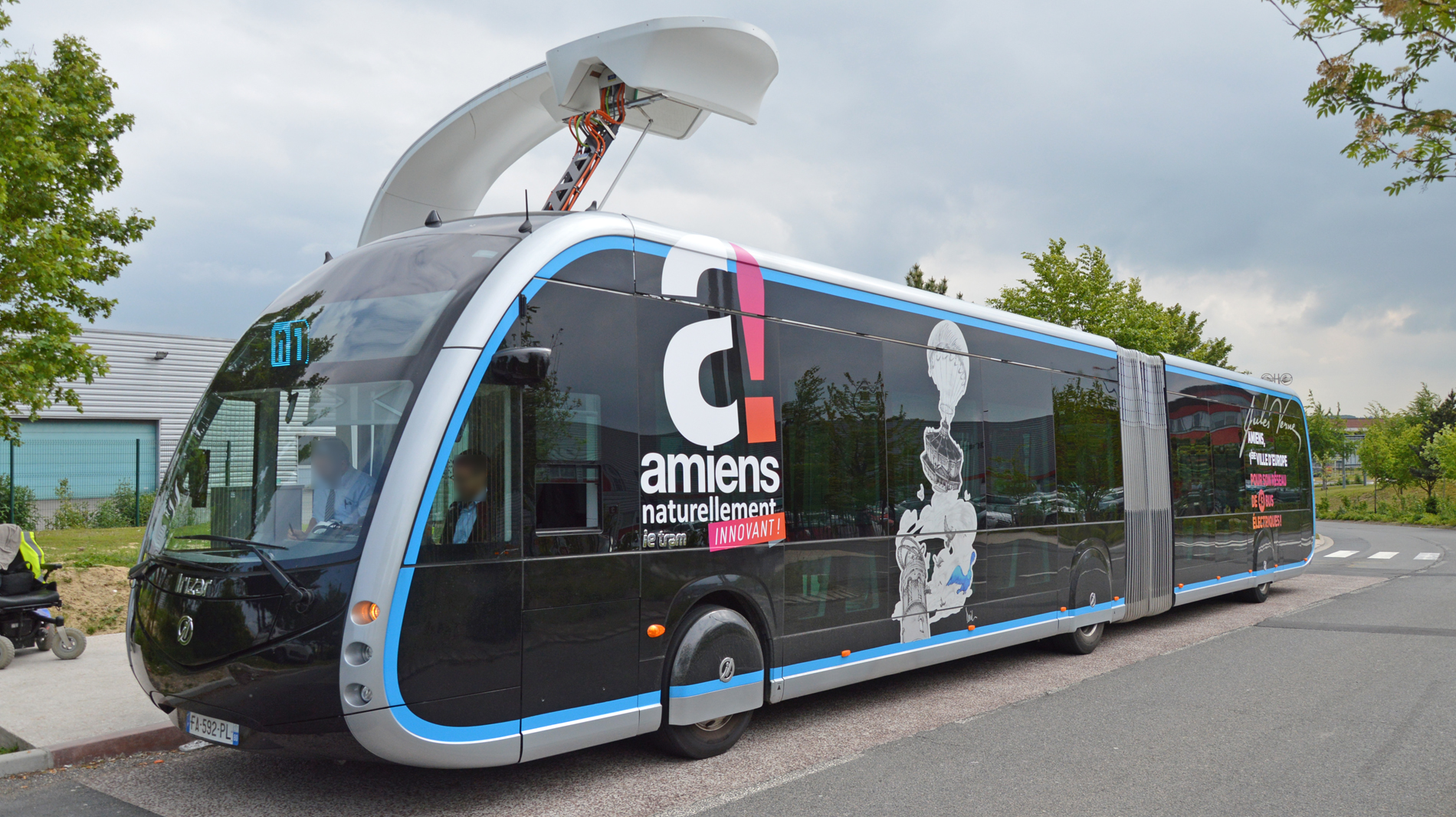
Irizar ie Tram.
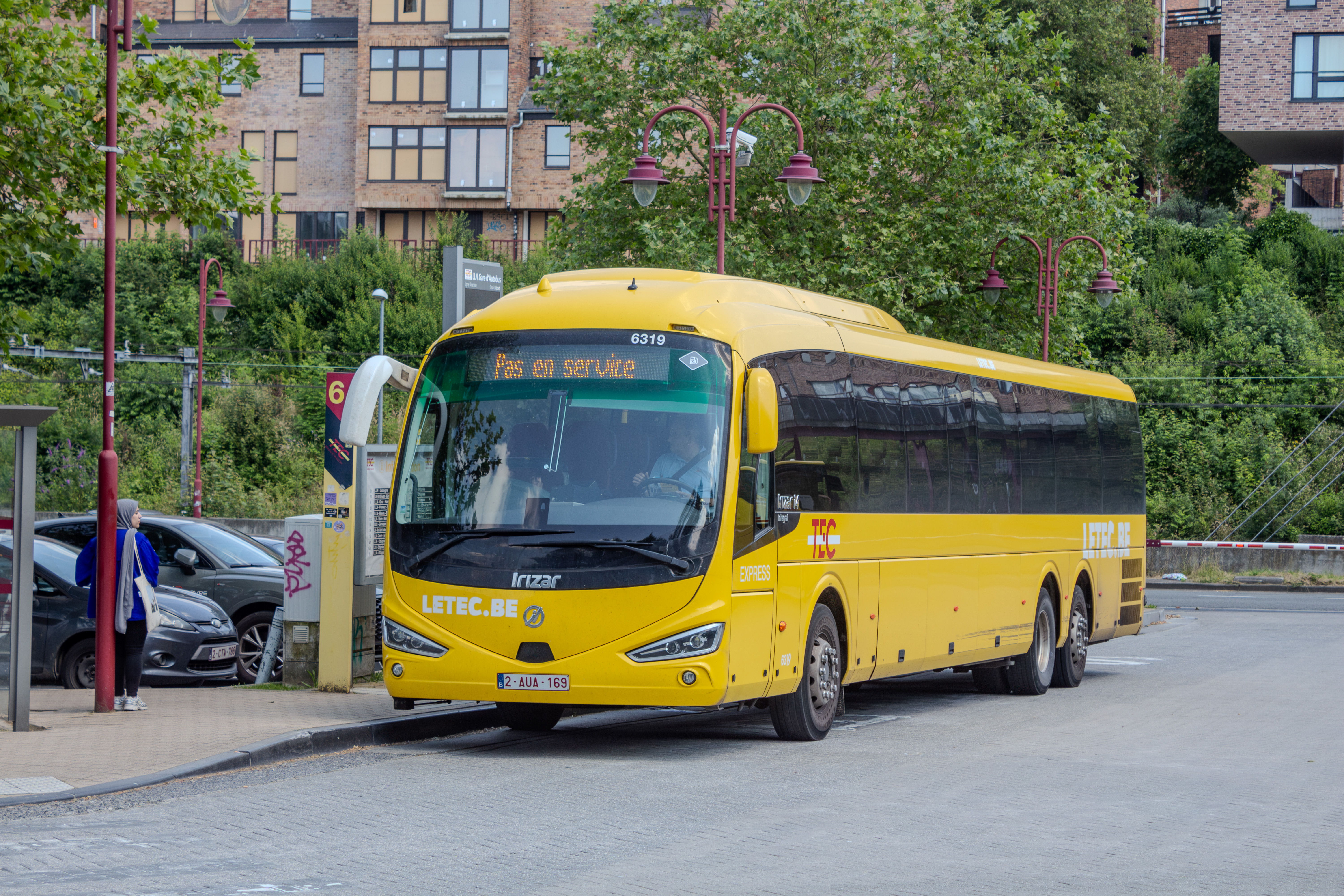
Irizar i4 Integral.